# What a Cinch
What a Cinch é um filme de comédia mudo produzido nos Estados Unidos, dirigido por Will Louis e com atuação de Oliver Hardy.